# 폐선

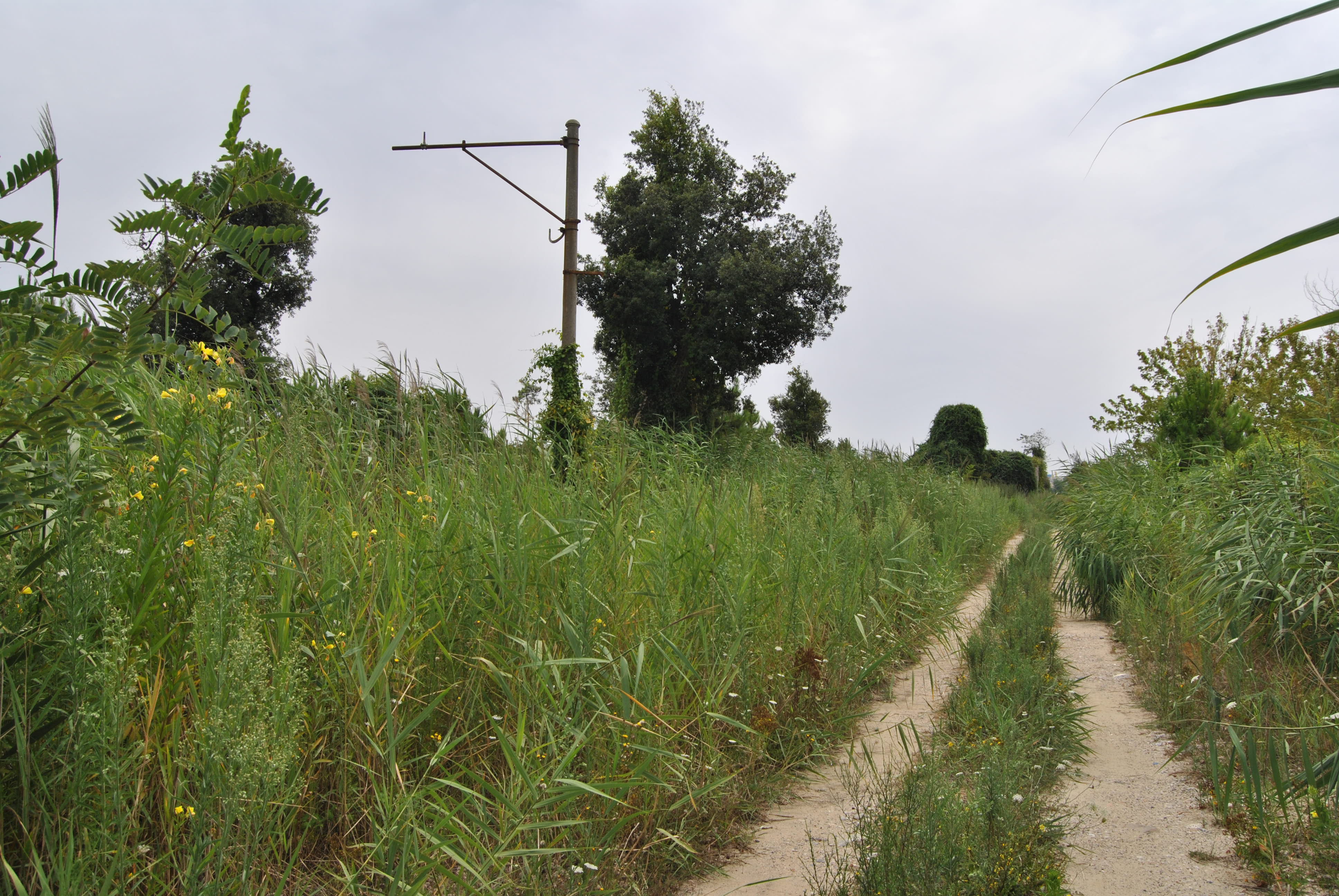

폐선(廢線)은 교통 수단 등의 운행계통 및 노선의 일부 또는 전부가 더 이상 운행되지 않고 폐지되는 것 또는 그렇게 처리된 노선 자체를 의미한다. 그리고 이렇게 폐선이 이루어짐에 따라 역이 폐지되는 것 또는 폐지된 역을 폐역이라고 한다.

## 개요
폐선이라는 개념은 철도, 버스, 항공기, 페리선 등 일정한 노선을 가진 공공 교통 수단이 더 이상 운행을 할 수 없게 되어서 그 노선의 전부 또는 일부를 더 이상 사용하지 않게 되는 것을 의미한다. 다만, 폐선의 의미가 큰 것은 철도의 경우인데, 공로를 공용해 다니는 버스나, 자연물 위를 다니는 항공기 또는 선박과 달리, 철도는 그 운행 경로를 다른 용도로 쓰는 예가 지극히 드물며, 또한 시설물을 철거하는 데 상당한 노력이 수반되기 때문이다. 따라서 철도 폐선은 보안 문제나 안전 문제상의 특별한 이유가 없는 한 대개의 경우 관련 시설과 자재를 방기해 두는 경우가 많다. 아래 내용은 주로 철도의 폐선에 관한 내용이다.

## 폐선의 이유
폐선의 이유는 여러가지가 있지만, 특히 압축하면 다음과 같은 이유를 꼽을 수 있다.

### 영업성 감소에 따른 폐선
철도 등의 폐선에서 가장 큰 이유를 차지하는 부분은 바로 해당 노선의 영업성이 떨어져 노선을 더 이상 유지하기 힘든 상황이 발생하는 경우이다. 그 세부적인 경우를 살펴보면, 주변 지역이 어떤 이유(시설의 폐지, 노후화에 따른 사고 위험 등)로 과소지화가 진행되어 여객 도는 화물 수송의 수요가 감소하거나(철도 가은선, 함평궤도 등), 또는 경쟁하는 교통 시설이 생기면서 해당 노선으로부터 수송 수요의 이탈이 발생하는 경우(철도 구 광주선(광주-금지), 수려선, 항공의 예천공항 노선 등), 또는 아예 노선 설정에 문제가 있어 수송 수요 자체가 정상적으로 형성되지 않는 경우를 들 수 있다.
이러한 영업성 감소 문제에 대해서 종종 정치적 이유나 국민복리적 이유에서 폐선의 필요성이 발생함에도 그러지 못하는 경우가 발생하기도 한다. 예를 들어 코레일의 지선인 정선선 같은 경우 영업계수가 2000을 넘기는 등 경제적으로 유지하는 것이 매우 비합리적이나, 해당 지역의 교통사정이 열악한 관계로 유지하고 있는 경우가 있다. 정부에서는 이러한 경제적 영업성이 부족한 노선에 대해서 공공 서비스 의무(Public Service Obligation(PSO)) 부과와 같은 제도를 두고, 이 의무의 수행에 대한 보조금 등을 지급하고 있다.
한편, 버스, 항공, 선박 등 사기업에 의해 운영이 일반적인 교통수단들의 경우 회사의 파산, 부도처리에 따라 폐선이 발생하는 경우도 존재한다.

### 정책 변경에 따른 폐선
정책 변경에 따른 폐선은 영업성 감소 외에, 해당 노선이 연결하는 각 시설이나 노선 자체에 대해서 정부 또는 기업의 정책이 변경되어 그 존치를 포기하게 되는 경우이다. 예를 들어 발전소의 사용 연료 변경에 따라 철도가 더 이상 불필요하게 된 경우(철도 당인리선 등), 전시 동원 등에 따라 더 이상 노선을 유지하지 못하게 된 경우(철도 금강산선, 안성선 안성~장호원 간 등 선로공출명령에 따른 폐선), 교통 체증 문제를 초래하게 됨에 따라 정책 당국이 폐지를 결정한 경우(서울시가전차 등)을 들 수 있다.
대개 이러한 정책변경에 의한 폐선은 대개 다른 보상책을 적용하여 그 불평을 완화하는 등의 조처를 병행하게 된다.

### 신선 대체 등에 따른 폐선
노선의 신속성이나 처리능력, 안전 문제의 해소 등을 위해 새로운 경로를 거쳐 신노선을 개설하는 등의 이유로 폐선이 발생하기도 한다. 이 경우에는 대개 중간 경로의 변경을 통해 발생하기 때문에 앞의 두 이유와는 구분된다. 고속화 또는 노선 개량에 따른 폐선의 예로는 철도 전라선, 장항선, 경춘선, 중앙선, 경전선 등에서, 처리능력의 해소에 관해서는 경원선(용산-성북) 운행 계통 등에서, 안전 문제의 해소에 관해서는 터널로 대체된 철도 영동선 스위치백 구간 등지에서 발견할 수 있다.

### 사고 발생에 따른 폐선
한국에서는 흔치 않은 일이지만, 시설의 파괴, 자연재해 등에 따라 노선을 변경하거나 폐지하는 경우도 존재한다. 주로 수해, 태풍에 따른 노선 피해, 또는 전쟁이나 지진에 따른 시설 파괴 등이 주된 원인으로 꼽을 수 있다.

### 기타 이유에 의한 폐선
댐 공사에 따른 수몰 발생에 의한 경우(중앙선 단양 일대 구간), 정치외교적 이유에 의한 폐선(경원선, 동해선, 경의선의 DMZ 구간 등)도 있다.

## 폐선의 활용
철도의 경우, 폐선된 노선은 일정한 노반이나 시설을 남기게 된다. 따라서, 이런 시설의 재활용 방안이 종종 강구되어 추진된다. 대표적인 재활용 방안으로 농로 등 도로로의 전용, 레일바이크 도입이나 레일 트레일 조성등 관광지화, 다른 교통수단 또는 시설로의 활용(터널의 창고전용, 경산시 경전철 시험선 등)이 있다. 그러나 대한민국의 경우 대부분 철거하는 경우가 많다.